# Бягство от библиотеката на господин Лимончело (филм)
„Бягство от библиотеката на господин Лимончело“ (на английски: Escape from Mr. Lemoncello's Library) е научнофантастичен филм на „Никелодеон“ от 2017 г., който е базиран на едноименната книга, написана от Крис Грабенстайн. Филмът е режисиран от Скот Макабой, сценарият е на Зак Хайът, Алекс Дж. Рийд и Джони Умански, и във филма участват Кейси Симпсън, Бриана Иди, Кларк Пипкин, Ей Джи Луис Ривера младши, Тай Никълъс Консиджилио, Кейти Хофман и Ръсел Робъртс.

## Снимачен процес
Снимките на филма са извършени във Ванкувър, Британска Колумбия, Канада.

## В България
В България филмът е излъчен по локалната версия на „Никелодеон“ на 1 април 2018 г. в неделя от 12:35 ч. Дублажът е нахсинхронен в студио „Александра Аудио“.